# Trouble Walkin'
Trouble Walkin' è l'album di debutto solista dell'ex chitarrista dei Kiss Ace Frehley, pubblicato nel 1989 per l'etichetta discografica Megaforce Records.

## Il disco
La formazione assemblata per questo disco era composta da Sandy Slavin, batterista per Riot e Adam Bomb, Richie Scarlett alla chitarra, John Regan, bassista già reduce dall'esperienza con i Frehley's Comet e John Waite,
Tra i vari ospiti parteciparono l'ex batterista dei Kiss Peter Criss, i membri degli Skid Row Rachel Bolan, Sebastian Bach e Dave Sabo ed il batterista Anton Fig già membro dei Frehley's Comet.
"Do Ya" composta dall'artista e songwriter britannico Jeff Lynne, è una cover degli Electric Light Orchestra.
La traccia "Five Card Stud" venne composta da Frehley con il chitarrista dei Keel e Cold Sweat Marc Ferrari. "Hide Your Heart", composta da Desmond Child, Paul Stanley e Holly Knight, venne inclusa anche nel disco dei Kiss Hot in the Shade, pubblicato nello stesso periodo.

## Tracce
1. Shot Full Of Rock (Frehley, Scarlett) 4:47
2. Do Ya (Jeff Lynne) 3:47 (Electric Light Orchestra Cover)
3. Five Card Stud (Frehley, Ferrari) 4:01
4. Hide Your Heart (Child, Stanley, Knight) 4:33
5. Lost In Limbo (Scarlett, Frehley) 4:10
6. Trouble Walkin' (Wray, Brown) 3:08
7. 2 Young 2 Die (Frehley, Scarlett) 4:29
8. Back To School (Frehley, Regan) 3:43
9. Remember Me (Cathcart, Frehley) 5:01
10. Fractured III (Regan, Frehley) 6:48

## Formazione
- Ace Frehley - voce, chitarra
- Richie Scarlet - chitarra, voce
- John Regan - basso, sintetizzatori
- Sandy Slavin - percussioni, batteria

### Ospiti
- Anton Fig - percussioni, batteria
- Peter Criss - percussioni, voce
- Rachel Bolan - voce
- Peppi Castro - voce
- Al Fritsch - voce
- Sebastian Bach  - voce
- Dave Sabo - voce
- Pat Sommers - voce